# Григорий Климов
Григорий Петрович Климов (по псевдоним), с истински имена на руски: Игорь Борисович Калмыков, известен и като Ралф Вернер, е руски писател.

## Биография
Григорий Климов е роден на 26 септември 1918 г. в град Новочеркаск, Ростовска област, Русия в семейство на лекар.
Животът му е олицетворение на това, което казва в интервю относно пътя към успеха: „Към успеха, постигнат по честен път, това е упоритата работа, доброто образование и доброто семейство“.
Баща му е бил арестуван през 1938 г. Причините за ареста са типични за тогавашната епоха – служил е като лекар в казашки полк по времето на Руската империя, а братята му са били следователи.
Въпреки това Григорий Климов успява да завърши с отличие Новочеркаския индустриален институт със специалност „Електротехника“ през 1941 г. Завършва Военно-дипломатическата академия в Москва (1945) и е изпратен на работа в Берлин като главен инженер на съветската военна администрация в Германия. През 1947 г. получава заповед да се върне в Москва (поради това, че е син на „враг на народа“), но след дълги размишления избягва в Щутгарт, тогавашна Западна Германия.
Там писателят започва първата си книга, публикувана по-късно под заглавието „Песента на победителя“ под псевдонима Григорий Климов. Тази книга на Климов е преведена на няколко езика и се разпродава в 17 милионен тираж, а Холивуд я екранизира. Авторът Григорий Климов става популярен, макар и никой да не знае кой точно се крие зад псевдонима.
За спецслужбите обаче това не е тайна. През 1949 – 1950 г. той работи в ЦРУ по строго засекретената тема „Подриване на комунистическата система с помощта на хора от специален тип – хора с комплекс за власт (комплекса на латентна хомосексуалност на Ленин)“ с кодово название Харвардски проект. Григорий Климов по-късно остро осъжда участието си в Харвардския проект, съжалява за този период от живота си, но именно той е послужил като основа за написването на някои от най-знаменитите му романи.
През периода 1951 – 1955 г. е председател на Централното обединение на следвоенните емигранти от СССР (ЦОПЭ) и главен редактор на списанията „Свобода“ и „Антикомунист“ (последното на немски език).
Работи като консултант в Корнелския проект в Ню Йорк (1958 – 1959), където се занимава и с психологически изследвания, свързани с Унгарското въстание от 1956 г.
Постъпва на работа по специалността си в проектантско бюро (1958) и се оженва. Оттам е изпратен във Виетнам като член на приемна комисия по електрически инсталации на помещения в строящо се военно летище. В останалото време през 1960-те години живее като типичен среден американец, без особени събития.
През 1970 г., на 52 години, напуска работа и живее от доходите от притежаваните от него акции и от публикации. Продължава да пише: през същата година публикува книгата „Князът на този свят“, след 5 г. излиза нейното продължение „Името ми е Легион“, последвано от „Протоколи на Съветските мъдреци“. От 1988 до 1990 г. Григорий Климов записва, а после издава във вид на аудиокниги „Червена Кабала“, „Божи народ“ – 35 видеокасети, всяка по 2 часа.
Умира на 10 декември 2007 г. в Ню Йорк, САЩ.

## Допълнителна информация
Григорий Климов е единственият писател, който е работил и в Съветската армия, и в американските спецслужби – в отделите им, разработвали най-страшните методи за водене на психологическа война. Той е сред малцината писатели в световен мащаб, които са били в постоянен досег с тайните на нашето съвремие – тайните кухни на военните конфликти и на революциите, политическите убийства и на плановете за тотално унищожение на цели народи.
Климов разказва, че в рамките на Харвардския проект са се разработвали разнообразни методи за психологически агресии, като се използвали в ролята на вирус психически ненормални хора, които писателят нарича „легионери на сатаната“, чиято роля е да заразяват обществото като ракова клетка, да парализират здравите му сили, да внасят хаос в съзнанието, да поддържат социална неустойчивост на обществото. Както възкликва руски литературен критик: „Свръхреализмът на Климов се потвърди на практика в годините на перестройката!“
В едно от малкото си интервюта за българска медия Григорий Климов заявява: „Хилядолетната борба на нормалните и дегенериралите хора ще продължи вечно, а Бог винаги ще помага на нормалните хора, за да осуети победата на дегенератите.“
Григорий Климов е член на Съюза на писателите на Русия. Книгата му „Машината на терора“ става бестселър – публикувана е на 12 езика в „Рийдърс Дайджест“ с тираж повече от 17 млн. екземпляра. По тази книга е заснет филмът „Weg Ohne Umkehr“ в Германия през 1953 – 1954 г., удостоен със званието „Най-добър немски филм на годината“ на международния кинофестивал в Берлин през 1954 г. Английското заглавие е „No Way Back“. Общият тираж на книгите на Григорий Климов е надхвърлил 1 милион бр.

## Произведения
- 1951: Машината на терора (Машина террора)
  - Берлинският Кремъл (Берлинский Кремль)
  - Крилата на крепостния (Крылья холопа)
  - Песента на победителя (Песнь победителя)
- 1970: Княза на този свят (Князь мира сего)
- 1973: Дело №69
- 1975: Името ми е Легион (Имя мое Легион)
- 1981: Протоколи на Съветските мъдреци (Протоколы советских мудрецов)
- 1987: Червената Кабала (Красная Каббала)
- 1989: Божий народ (Божий народ)

Последните 3 книги са представени във формата на конспекти от цикъл лекции по висша социология, предназначени за избраници от командния състав на КГБ, Генералния щаб, правителството и Централния комитет на КПСС в навечерието на перестройката. Често в тях се цитират теории и изказвания на „професор Климов“ като пряк намек за автора, емигрирал обаче от СССР около 35 г. по-рано.

### Издадени на български
- Князът на този свят. Издател: ИК „Юнион 21“ 2005 ISBN 954-9453-01-4
- Протоколите на съветските мъдреци. Издател: ИК „Юнион-21“ 2006 ISBN 954-9453-08-1